# Hymenophyllum paucicarpum
Hymenophyllum paucicarpum är en hinnbräkenväxtart som beskrevs av Jenm. Hymenophyllum paucicarpum ingår i släktet Hymenophyllum och familjen Hymenophyllaceae. Inga underarter finns listade.